# Государственный архив Днепропетровской области
Государственный архив Днепропетровской области — основное архивное учреждение Днепропетровской области, содержит документы за 1722—1998 года.

## История
Изменения названия архива:
- Екатеринославский губернский архив (1922—1923)
- Екатеринославский губернский исторический архив (1923—1926)
- Екатеринославский краевой исторический архив (1926—1932)
- Днепропетровский областной исторический архив (1932—1941)
- Государственный архив Днепропетровской области (1941—1958)
- Днепропетровский областной государственный архив (1958—1980)
- Государственный архив Днепропетровской области (с 1980 года)[1].

## Фонд
Большую часть фондов периода конца XVIII — начала XX век составляют документы органов государственной власти и управления — канцелярии Екатеринославского губернатора, Екатеринославского губернского правления, волостных и сельских правлений, Екатеринославской городской думы и управы; органов юстиции — Екатеринославского окружного суда, прокурора Екатеринославского окружного суда; нотариусов городов Екатеринослава и Кривого Рога.
Промышленная отрасль представлена фондами управления Екатеринославской железной дороги, канцелярии Екатеринославской районной заводской совещания, Днепровского завода Южно-Русского металлургического общества, Екатеринославской суконной фабрики.
Деятельность церковных учреждений документально отражена в фондах Екатеринославской духовной консистории, Екатеринославского духовного правления, Екатеринославского кафедрального Преображенского собора.
В архиве хранятся следующие фонды:
- 6 280 фондов, 1 697 739 единиц хранения за 1722—2008 года;
- 12 592 единиц научно-технической документации за 1932—1987 года;
- 39 единиц кинодокументов за 1961—1992 года;
- 52 795 единиц фотодокументов за 1890—2008 года;
- 439 единиц фонодокументів за 1900—1992 года.

В фонде библиотеки архива хранится краеведческая, архивная литература, открытки, центральные и местные периодические издания. Общий фонд библиотеки составляет 17 535 книг и брошюр за 1848—1997 года.